# Giovanni Cheli
Giovanni Cheli (Torino, 4 ottobre 1918 – Roma, 8 febbraio 2013) è stato un cardinale e arcivescovo cattolico italiano.

## Biografia
Nato a Torino il 4 ottobre 1918, fu osservatore permanente della Santa Sede alle Nazioni Unite dal 1973 al 1986. Il 16 settembre 1978 fu consacrato arcivescovo titolare di Santa Giusta.
Fu presidente della Pontificia Commissione per la Pastorale dei Migranti e degli Itineranti dal 18 settembre 1986 al 28 giugno 1988, quando Giovanni Paolo II ne rivide lo statuto e le competenze elevandolo a pontificio consiglio. Cessò l'incarico il 15 giugno 1998.
Papa Giovanni Paolo II lo innalzò alla dignità cardinalizia nel concistoro del 21 febbraio 1998, assegnandogli la diaconia dei Santi Cosma e Damiano.
Il 1º marzo 2008 optò per l'ordine dei cardinali presbiteri e la diaconia dei Santi Cosma e Damiano fu elevata a titolo pro illa vice.
È morto nel suo appartamento nel Palazzo di San Callisto a Roma nelle prime ore della mattina dell'8 febbraio 2013 all'età di 94 anni.
Le esequie si sono tenute il 9 febbraio alle ore 17 all'Altare della Cattedra della basilica di San Pietro. La liturgia esequiale è stata celebrata dal cardinale Angelo Sodano, decano del Collegio cardinalizio. Una seconda cerimonia funebre, presieduta dall'arcivescovo emerito di Torino, cardinale Severino Poletto, ha avuto luogo l'11 febbraio alle ore 9.30 nella cattedrale di Santa Maria Assunta ad Asti. La salma è stata poi sepolta nella cripta dei vescovi della cattedrale.

## Genealogia episcopale
La genealogia episcopale è:
- Cardinale Scipione Rebiba
- Cardinale Giulio Antonio Santorio
- Cardinale Girolamo Bernerio, O.P.
- Arcivescovo Galeazzo Sanvitale
- Cardinale Ludovico Ludovisi
- Cardinale Luigi Caetani
- Cardinale Ulderico Carpegna
- Cardinale Paluzzo Paluzzi Altieri degli Albertoni
- Papa Benedetto XIII
- Papa Benedetto XIV
- Papa Clemente XIII
- Cardinale Giovanni Francesco Albani
- Cardinale Carlo Rezzonico
- Cardinale Antonio Dugnani
- Arcivescovo Jean-Charles de Coucy
- Cardinale Gustave-Maximilien-Juste de Croÿ-Solre
- Vescovo Charles-Auguste-Marie-Joseph Forbin-Janson
- Cardinale François-Auguste-Ferdinand Donnet
- Vescovo Charles-Emile Freppel
- Cardinale Louis-Henri-Joseph Luçon
- Cardinale Charles-Henri-Joseph Binet
- Cardinale Maurice Feltin
- Cardinale Jean-Marie Villot
- Cardinale Giovanni Cheli